# Gabo, la creación de Gabriel García Márquez
Gabo: A Criação de Gabriel García Márquez é um documentário colombiano de 2015 dirigido por Justin Webster sobre a história de vida do premiado escritor Gabriel García Márquez.

## Sinopse
O documentário reconstitui as etapas essenciais do percurso do escritor colombiano premiado com o Nobel de Literatura em 1982, desde a infância, no final dos anos 1920, no desconhecido povoado de Aracataca, até a morte, em 2014, fecho de uma trajetória hipercelebrada.

## Prêmios
| Ano  | Prémio             | Categoria           | Resultado |
| ---- | ------------------ | ------------------- | --------- |
| 2016 | Emmy Internacional | Melhor Documentário | Indicado  |